# Vorstag

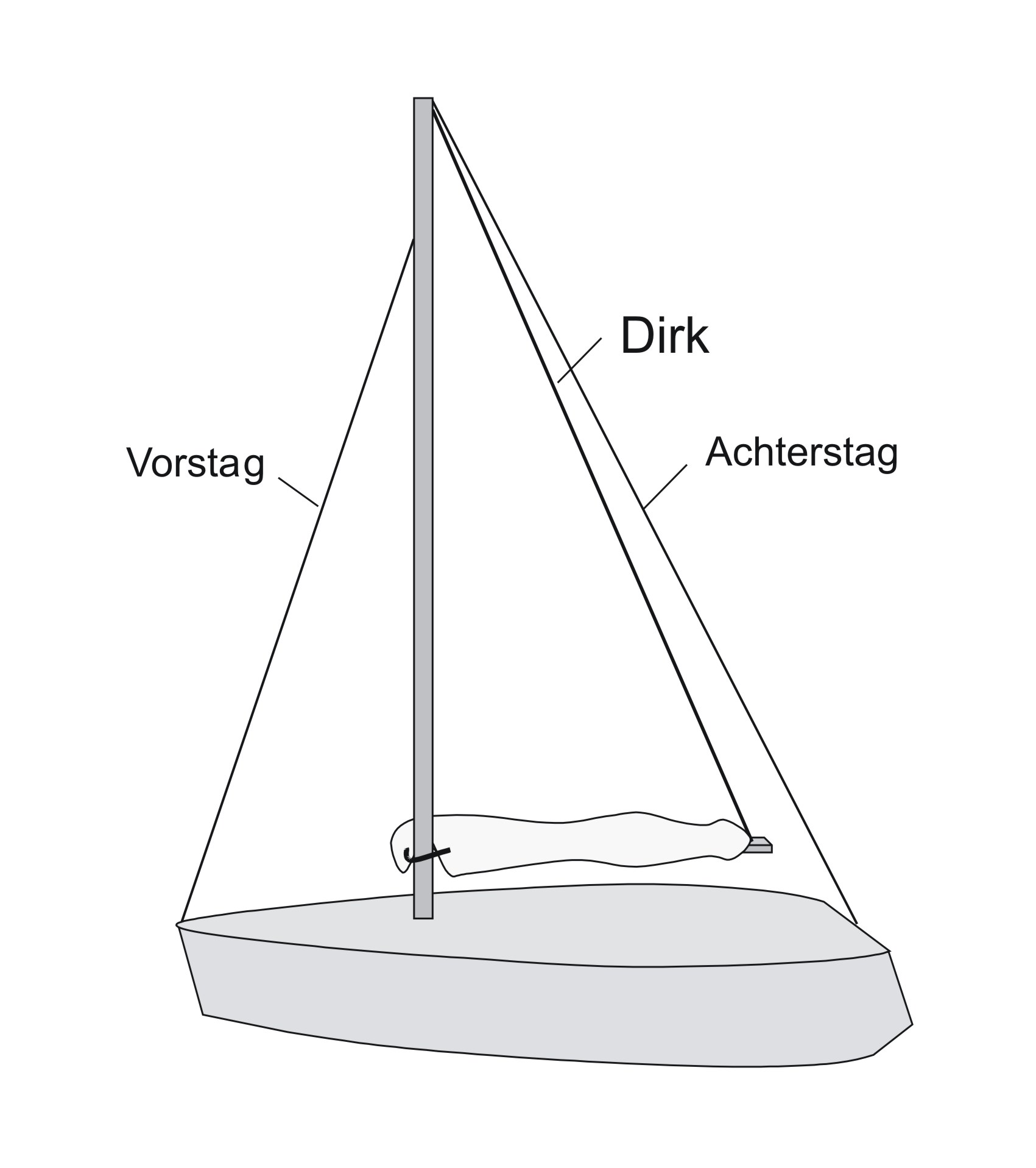
Vorstag im Rigg

Das Vorstag ist ein Bauteil eines Segelschiffs.
Es hält
1. den Mast in der Längsachse des Segelschiffes in seiner Position nach vorne
2. das mit Stagreitern oder Profilvorstag am Vorliek befestigte Vorsegel.

Das Vorstag besteht aus gedrehtem oder massivem, vorgerecktem Stahl und ist am Bugbeschlag und je nach Typ des Riggs am Masttopp oder etwas darunter (zum Beispiel bei einem Siebenachtelrigg) befestigt. Die Spannung des Vorstags wird indirekt über das trimmbare Achterstag reguliert und beeinflusst das Profil des Vorsegels. Häufig können Vorsegel mit Rollreffanlagen um das Vorstag aufgewickelt werden.
Stagen nennt man die Abstützung des Mastes in der Längsschiffrichtung. Das Vorstag wird auch manchmal als Fockstag bezeichnet. Die Nomenklatur ist nicht eindeutig, weil auch Vor- und Fockmast synonym verwendet werden können. Dabei bezeichnet Fockmast den vorderen Mast bei mehrmastigen Schiffen (nicht die Richtung des Stags nach vorne). Die Silbe "vor" wird hier weggelassen.
Auf einmastigen Schiffen bezeichnet Fockstag präziser das am weitesten unten am Mast angeschlagene Vorstag. Der Segel- und Takelplan der Gorch Fock weist ebenfalls das untere von insgesamt 6 Abstagungen nach vorn als Fockstag aus. Die am weitesten unten  ansetzende Abstagung der weiteren Masten der Gorch Fock nach vorn heißt daher Großstag und Besanstag.